# 숀 버디
숀 버디(Sean Berdy, 1993년 6월 3일 ~ )는 미국의 청각 장애 배우이다. The Sandlot 2로 데뷔하였으며, 현재 스위치드 앳 버스 (Switched at Birth)에서 에멧(Emmett)역으로 활약중이다. 2011년 틴초이스 어워드 (Teen Choice Awards)의 TV Breakout Star상 후보에 올랐었다.

## 생애
1993년 6월 3일 플로리다 보카러톤에서 태어났다. 어렸을때부터 형, 타일러 (Tyler) 와함께 증흑적으로 코미디 쇼를 하는 것을 즐겼다. 그는 자신이 공연을 함으로써 타인에게 즐거움을 주는것에 빠르게 매료되었다. 또한 마술에 크게 흥미를 느껴 기술을 연마하게 되었고, 러시아 상트페테르부르크에서 열리는 World Deaf Magician Festival에서 Young Magician 부문 top award를 수상하기도 했다. 그의 청각장애는 그의 꿈을 이루는 것을 막지 못했다. "The Sandlot 2" 캐스팅 되면서 그의 배우로써의 길이 시작되었다.